# كارلوس شاغاس (ميناس جيرايس)

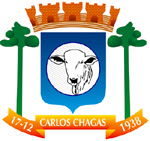
شعار بلدية كارلوس شاغاس

موقع كارلوس شاغاس من ولاية ميناس جيرايس.

كارلوس شاغاس (بالبرتغالية: Carlos Chagas‏) بلدية في ولاية ميناس جيرايس في البرازيل. مساحتها نحو 3000 كم² وعدد سكانها نحو 21 ألفاً (تقدير 2008). تأسست في 17 ديسمبر 1938.
سميت على شرف كارلوس شاغاس.

## أعلام
- ريكاردو تيكسيرا